# Бойс, Мартин
Мартин Бойс (англ. Martin Boyce; род. 1967[…], Гамильтон, Ланаркшир) — современный британский художник и скульптор. В 2011 был номинирован на Премию Тернера за персональную выставку в Galerie Eva Presenhuber, Цюрих (для выставки в Цюрихе была взята за основу выставка Бойса «No Reflections», показанная в Венеции в 2009). Мартин Бойс представлял Шотландию на Венецианской биеннале в 2009 году. В 2011 году стал лауреатом Премии Тернера.

## Образование
- 1986—1990 — Школа искусств Глазго, бакалавриат.
- 1996 — Калифорнийский институт искусств
- 1995—1997 — Школа искусств Глазго, магистратура.

## Творчество
Бойс создает напоминающие ландшафт атмосферные скульптурные инсталляции, отмеченные тонким вниманием к деталям. В инсталляциях и скульптурах художник обращается к истории дизайна и тексту. На выставке «Библиотека листов» в галерее Eva Presenhuber в Цюрихе в июле 2010 Мартин Бойс представил конструкции, напоминающие предметы мебели Жана Пруве.
В инсталляции «Our Love is Like the Earth, the Rain, the Trees and the Birth» (2003) промышленные материалы, такие как лампы дневного света и металл с порошковым покрытием, ограждение из звеньев цепи и вентиляционные решётки, теряют свою прозаическую роль, чтобы сформировать сказочный городской пейзаж. Плавающие древовидные структуры из флуоресцентных ламп размещены в нескольких дюймах над полом рядом с низкими кушетками из чёрной стали. Вдоль стен вентиляционные решётки находятся близко к полу, каждая с одним из слов: перед, за, между, выше, ниже. Бойс ткет сложную сеть ассоциаций, использует тревожный баланс противоположностей — близости и расстояния, интерьера и экстерьера.
«Now I’ve got real worry» (1998-9) — пример ранней работы, в которой Бойс деконструировал два модернистских объекта знаковых американских дизайнеров Чарльза и Рэя Эймса. Бойс сравнивает культуру, в которой объект был первоначально создан (в данном случае, послевоенный бум производства), с его ролью сегодня в качестве культовой вещи для буржуа.
Знакомство с фотографиями бетонных деревьев, созданных Джоэл и Ян Мартель (Joël and Jan Martel) для парижской выставки декоративного искусства 1925 года, знаменует определяющий момент для более поздних работ художника. На основе этих деревьев Бойс создал словарь геометрических форм, которые он использует как основу для всех аспектов своей практики. Этот визуальный код считывается в формах на фотографиях, в графике, скульптуре и инсталляциях. Следующим шагом стало создание собственной типографики. Эти угловатые буквы помогают художнику культивировать интерес к языку и нарративу, продолжая повествование, подразумевающееся в названии работы, в физическом пространстве.

## Дальнейшее чтение
- Martin Boyce: When Now is Night. Princeton Architectural Press, 2015, ISBN 978-1616894030
- Derieux, Florence. Martin Boyce, géomètre. Art Press, сентябрь 2004
- Lunn, Felicity. Martin Boyce: Reviews — Galerie Eva Presenhuber. Artforum International Magazine, XLIII, No. 5, January, 2005, p. 192
- Mansfield, Susan. Martin Boyce, The Scotsman, 22 May 2004